# Allegheny Airlines
Allegheny Airlines fue una aerolínea regional estadounidense operativa de 1952 a 1979 en Pittsburgh, Pensilvania, con sede en el Aeropuerto Nacional de Washington. Fue precursora de la actual US Airways. 

## Historia
Allegheny Airlines fue fundada como All American Aviation Company en 1939 por la familia du Pont, hermanos Richard C. du Pont y Alexis Félix du Pont Jr. 
En 1949, la empresa pasó a denominarse All American Airways, ya que pasó de correo aéreo al servicio de pasajeros. La década de 1950 comenzó un período de gran crecimiento para la compañía aérea. En 1953, la compañía fue renombrada como Allegheny Airlines.
A principios de 1960, Allegheny había establecido su sede en Washington, DC y añadieron el Convair 540 turbohélice a su flota. La aeronave resultó ser poco fiable, con muchos problemas experimentados con los británicos de fabricación de motores de turbina de Napier Eland que habían sido modificados en propliners Convair que anteriormente se habían equipado con motores de pistón. La aerolínea también había comprado nuevo Fairchild F-27J aviones turbohélice que la compañía nombró el "Vistaliner". El F-27J fue una versión de EE.UU. de la fabricación F27 Fokker. A lo largo de la industria de la compañía se refirió en tono de broma, "Air Agony". Poco después, la aerolínea conecta a General Motors turbohélices / Allison, lo que resultó en el Convair 580 propjet que el transportista nombrado el "Vistacruiser". Esto resultó ser un gran avión que fue operado por otras líneas aéreas con sede en EE.UU., así y se le atribuye gran parte del crecimiento de la aerolínea. 
Allegheny Airlines también se convirtió en una de las primeras aerolíneas de crear una red de afiliados de marca de las compañías aéreas regionales que operan al unísono con Allegheny. Esto se llama el sistema de cercanías Allegheny.
También contribuyeron al crecimiento Allegheny fueron las adquisiciones de las compañías Aerolíneas regional Lake Central en 1968 y Aerolíneas Mohawk en 1972. La adquisición de Mohawk dio lugar a la adición de British Aircraft Corp. BAC One-Eleven twinjets se añaden a la flota de Allegheny. Allegheny entonces compró adicionales utilizados BAC One-Eleven aviones para aumentar la flota heredado de Mohawk.

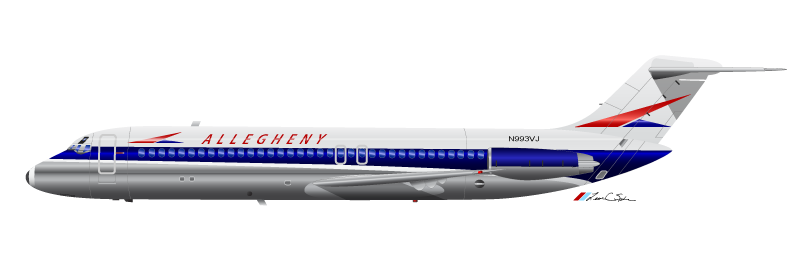
Un DC-9-30 de Allegheny Airlines con la librea de 1970

Allegheny también introdujo otros tipos de aviones jet en su flota, en particular, el Douglas DC-9-30 bimotor que la compañía nombró el "Vistajet". Otro avión de reacción en la flota incluyó Boeing 727-100 y 727-200 aviones de pasajeros, así como el Douglas DC-9-50, que es una versión más grande y estirada de la DC-9-30.
Como la desregulación de la industria cayó en la cuenta, Allegheny - busca deshacerse de su imagen regional - cambió su nombre a USAir el 28 de octubre de 1979.

### "Allegheny" bajo USAir y US Airways
Después de Allegheny Airlines rebranded como USAir como desregulación de las aerolíneas entró en vigor, la empresa mantuvo su nombre anterior para su servicio de Cercanías Allegheny, más tarde llamado "US Airways Express".
Bajo USAir, que nuevamente se renombró como US Airways, el nombre de Allegheny se siguió utilizando por la empresa matriz de US Airways, manteniendo la marca en virtud US Airways control. La división de cercanías Allegheny tenía su sede inicialmente en el Aeropuerto KRDG Reading en Reading, Pensilvania, y voló una gran flota de aviones Shorts 330 y 360, siendo el cliente de lanzamiento para el Short 360 (N360SA). También voló tres Fokker F27 "Amistad" turbohélices, y fue el último operador de EE.UU. de este tipo en servicio de pasajeros. Después de reemplazar una parte sustancial de su flota Shorts y retirar los F27s, que se fusionó con otra filial de propiedad total USAir, Aerolíneas Pensilvania, que tenía su sede en los terrenos de Harrisburg International Airport en Lower Swatara Township, Pensilvania, cerca de Harrisburg, y la combinación de aerolínea conserva el nombre histórico hasta su fusión con otra propia filial en propiedad absoluta, Piedmont Airlines.  después de retirarse a principios de avión, Allegheny, tanto antes como después de las fusiones sobre todo voló de Havilland Dash 8 aviones turbohélice Canadá que sirve 35 destinos en el noreste de Estados Unidos, Canadá y, finalmente, a partir de cubos en Boston y Filadelfia. Sus actividades y Dash 8 se incorporaron a la flota de Piedmont Airlines en 2004 para consolidar las operaciones y los costos. Hoy en día un avión Airbus A319 (N745VJ) de US Airways está pintado en colores Allegheny.

## Flota

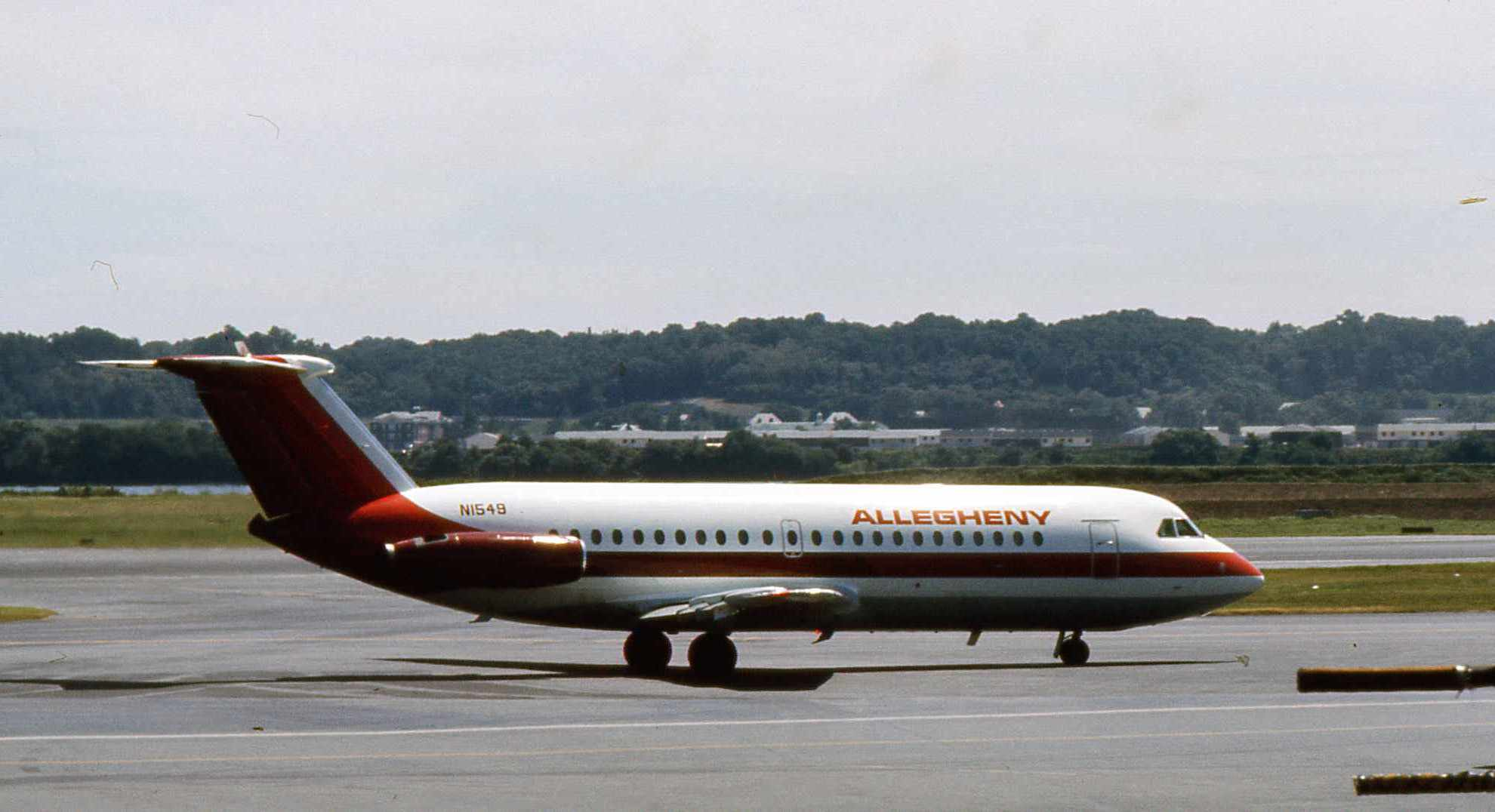
Un BAC 1-11 con la nueva librea de 1975

| Aeronave                                | De   | A    | Número |
| --------------------------------------- | ---- | ---- | ------ |
| Douglas DC-3                            | 1953 | 1966 | 24     |
| Martin 2-0-2                            | 1955 | 1966 | 18     |
| Convair 540                             | 1959 | 1963 | 5      |
| Convair 340                             | 1960 | 1967 | 17     |
| Convair 440                             | 1962 | 1974 | 27     |
| Fairchild F-27J                         | 1965 | 1974 | 27     |
| Convair 580                             | 1965 | 1978 | 40     |
| Douglas DC-9-30                         | 1966 | 1979 | 89     |
| Douglas DC-9-50                         | 1974 | 1978 | 8      |
| Nord 262                                | 1968 | 1977 | 13     |
| Boeing 727-200                          | 1970 | 1971 | 2      |
| Boeing 727-100                          | 1978 | 1979 | 11     |
| British Aircraft Corporation One-Eleven | 1972 | 1979 | 31     |
| Mohawk 298 (versión Nord 262)           | 1975 | 1979 | 9      |

## Accidentes e incidentes

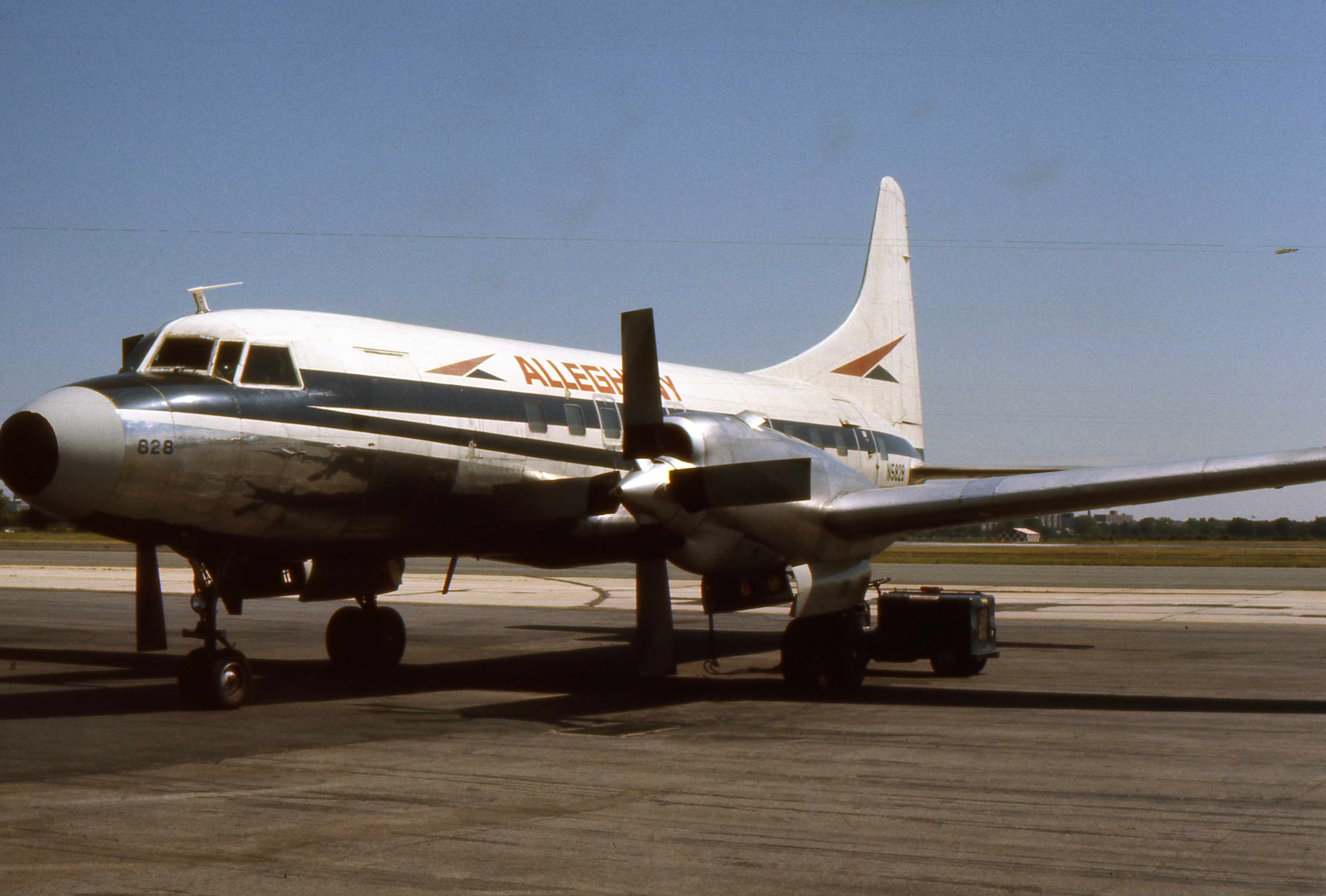
Convair 580 con la librea de 1975

- El 1 de diciembre de 1959, Allegheny Airlines Vuelo 371, un Martin 2-0-2, se estrelló contra una montaña en el enfoque de Williamsport, Pensilvania, Estados Unidos, 25 víctimas mortales.

- El 19 de octubre de 1962, un asistente Allegheny Airlines, Françoise de Moriere, cayó a su muerte después de haber sido expulsado de un Convair 440 puerta de salida de emergencia en un vuelo desde Washington, DC a Providence, Rhode Island durante un descenso previsto en Hartford, Connecticut.

- El 24 de diciembre de 1968, Allegheny Airlines Vuelo 736, un Convair 580, se estrelló en la aproximación a Bradford, Pensilvania, matando a 20 de las 47 personas a bordo. [9]

El 6 de enero de 1969, Allegheny Airlines Vuelo 737, un Convair 580, se estrelló en la aproximación a Bradford, Pensilvania, matando a 11 de las 28 personas a bordo. 
- El 9 de septiembre de 1969, Allegheny Airlines Vuelo 853, un DC-9 en ruta desde Cincinnati a Indianápolis, chocó contra un pequeño avión privado y se estrelló en un campo de soja al sureste de Indianápolis, cerca de Shelbyville, matando a las 83 personas a bordo de ambas aeronaves.

- El 7 de junio de 1971, Allegheny Airlines Vuelo 485, un Convair 580, en ruta desde Washington DC a New Haven CT (a través de New London, CT) se estrelló fuera de la pista en New Haven. 26 pasajeros y 2 miembros de la tripulación murieron, dos pasajeros y un miembro de la tripulación sobrevivieron. Error del piloto fue la causa del accidente.

- El 23 de junio de 1976, Allegheny Airlines Vuelo 121, un DC-9, se estrelló en la pista de cizalladura del viento en el aeropuerto internacional de Filadelfia. Hubo 86 heridos y 0 muertos.